# Winterbach (Morre)
Der Winterbach ist ein linker Zufluss der Morre im Odenwald in Baden-Württemberg.

## Verlauf
Der Winterbach entspringt nördlich von Steinbach, einem Ortsteil von Mudau. Er verläuft in nordöstliche Richtung und mündet im Buchener Stadtteil Hettigenbeuern in die Morre.